# 공주 반죽동 당간지주
공주 반죽동 당간지주(公州 班竹洞 幢竿支柱)는 대한민국 충청남도 공주시에 있는 통일신라 시대의 당간지주이다. 1963년 1월 21일 대한민국의 보물 제150호로 지정되었다.
담갈색과 회색의 풍화면이 나타나며, 박리 조직이 심하다. 한국 전쟁 때 일부가 파손되었으며, 떨어져 나간 부분은 진흙과 시멘트로 보수했다.

## 개요
기도나 법회 등 절에 행사가 있을 때 사찰의 입구에 세워 부처와 보살의 성덕을 표시하는 기를 당(幢)이라 하며, 이를 달아매는 장대를 당간(幢竿)이라 하고, 이 장대를 양옆에서 지탱하는 두 돌기둥을 당간지주라 한다.
대통사의 옛터에 남아 있는 이 당간지주는 서로 마주보는 안쪽 면에는 아무런 조각이 없으나, 바깥쪽 면은 가장자리를 따라 굵은 띠 모양을 도드라지게 새겼다. 기둥머리 부분은 안쪽에서 바깥쪽으로 모를 둥글게 깎았으며, 안쪽 위·아래 2곳에 당간을 고정시키기 위해 네모난 구멍을 파 놓았다.
한국전쟁 때 폭격을 맞아 지주의 받침돌과 한쪽 기둥의 아래부분이 많이 손상되었으나, 전체적으로 소박하고 형태가 간결하다. 이 일대의 다른 유물들과 함께 백제의 유물로 생각할 수도 있으나, 받침돌에 새겨진 안상(眼象)을 조각한 수법으로 보아 통일신라시대에 만들어진 것으로 짐작된다.

## 참고 자료
- 공주 반죽동 당간지주 - 국가유산청 국가유산포털